# Shūya Nanahara
Shūya Nanahara (七原 秋也 Nanahara Shūya?) es un personaje ficticio perteneciente a la franquicia de Battle Royale, originalmente una novela que también cuenta con una adaptación a serie de manga y cine. Nanahara es un estudiante de secundaria de quince años, siendo uno de los personajes principales. Es interpretado por el actor Tatsuya Fujiwara en la película del año 2000, y en su secuela, Battle Royale II: Requiem.

## Desarrollo
En la novela original, Shuya desarrolla un odio sin remordimientos cuando mata a los soldados en el barco. En el manga, Masayuki Taguchi alteró la personalidad de Nanahara para que los personajes se diferenciaran mejor entre sí, ya que Taguchi consideró que en el manga se requiere este proceso más que en la novela o en el cine. Taguchi describió a Nanahara como un chico con una personalidad orientada a la justicia, como "el personaje de un manga shōnen". Taguchi consideró que entonces Nanahara le metió en la historia.

## Personalidad
En todas las versiones Nanahara es huérfano por diversas causas. En la novela sus padres murieron en un accidente automovilístico cuando tenía cinco años y ningún pariente se interesó en hacerse cargo de él ya que se rumoreaba que el accidente fue consecuencia de haberse involucrado en actividades antigubernamentales. En la película su madre le abandonó y su padre se suicidó producto de problemas mentales; mientras que en el manga se insinúa que su padre fue asesinado por oponerse al gobierno y su madre falleció tiempo después. En todas las versiones ingresa en un orfanato dirigido por Ryoko Anno llamado "La Casa de Caridad", donde conoció a su mejor amigo Yoshitoki Kuninobu.
En el volumen 14 del manga, le dice a Shōgo Kawada y Noriko Nakagawa que nadie parecía preocuparse por él y quería hacerse notar, entonces saltó una vez desde el tejado y todos comenzaron a vitorearle. Shuya siguió haciendo esto hasta que un día aterrizó sobre una niña, hiriéndola; sintiéndose culpable, dejó de saltar, pero los demás comenzaron a aceptarle. Ha presenciado momentos desagradables que han ido alternándose entre versiones. Es deportista y se le ha visto jugar a fútbol, baloncesto y baseball. 
Es joven cuando comienza a ser aceptado en la novela y en el manga; en la película tiene 14 años cuando ocurre esto. Conoce a sus otros amigos, el atlético Shinji Mimura, el disciplinado aprendiz de artes marciales Hiroki Sugimura y la tranquila y dulce Noriko Nakagawa de forma distinta entre versiones, pero piensa mucho en ellos durante el juego.
Aprende a tocar la guitarra mientras está en el orfanato y sueña con convertirse en serio en una estrella del rock and roll a pesar de que este sea ilegal. En la novela, un ayudante de mediana edad del orfanato le dio su primera guitarra y le enseñó a tocar hasta que fue llevado a un campo de trabajos forzados en la isla de Sajalín. En la película es Yoshitoki Kuninobu quien le enseña a tocar el instrumento. En la novela Shuya es una gran fan de Bruce Springsteen y sobre todo le gusta la canción Born To Run. Al principio del manga canta una canción con una letra parecida a este tema.
También en la novela, su apodo es Wild Seven, ya que el primer kanji de su apellido es "nana", que significa siete y puede jugar en casi cualquier posición. El número de su camiseta es el siete. En la película, este apodo no se menciona, pero en el segundo filme el grupo terrorista formado por él se llama igual.
En la novela jugó en un pequeño equipo de liga durante la primaria ganando reputación y fama como un jugador dotado y con gran potencial, pero al iniciar la secundaria se unió a los clubes de baseball y de música. A la segunda semana dejó el baseball ya que detestaba que a los jugadores se les presionara y entrenara para "ganar a toda costa" en nombre de la nación y como a aquellos que no cumplían el estándar eran despreciados. Por esto y por su amor por el rock es que Sakamochi se refiere a Shuya como alguien de ideas peligrosas.

## Historia
En la historia, Shuya se encuentra en la clase escogida para participar en El Programa y es gaseado en la supuesta excursión al igual que los demás. Más tarde despierta y el psicótico profesor (Kinpatsu Sakamochi en la novela, Yonemi Kamon en el manga, y Kitano en la película) y los organizadores del programa informan a la clase que son los participantes del Programa. El arma que le toca es un cuchillo del ejército (una tapa de olla en la película) y tras decirle a Noriko que la esperará, abandona el salón. Mientras camina por la escuela, comienza a pensar en las personas con las que podría aliarse para huir y vengar a su amigo Yoshitoki. Pero nada más salir encuentra el cadáver de la Chica #14, Mayumi Tendo (en la novela y en el manga, en la película muere poco después de encontrarla) y al Chico #1, Yoshio Akamatsu, que se ha vuelto loco al pensar que todos los que se metían con él irían a matarlo primero. Tras incapacitar a Akamatsu con una de las flechas que este había usado para matar a Tendo, Nanahara huye con Noriko, perdiéndose entre los árboles y vendando la herida de la pierna de Noriko (en la película tiene la herida en el brazo) y afirman que cada uno confía en el otro y que permanecerán juntos.
En las próximas cinco horas ambos presencian las muertes de:
- Chico #3 Tatsumichi Oki, que intenta matar a Shuya y a Noriko, pero que muere al caer junto a Nanahara por una colina y clavarse accidentalmente su hacha en su cara. En el manga, el hacha es substituida por un machete y en la película se clava el hacha en la parte superior de la cabeza.[13][14]

- Chico #20 Kyoichi Motobuchi, que se ha vuelto loco e intenta matar a Shuya con su revólver, pero que es asesinado por Shogo Kawada con su escopeta.[15][16]

- Chica #6 Yukiko Kitano y #7 Yumiko Kusaka, que intentando convencer a sus compañeros de que dejen de luchar atraen a Kazuo Kiriyama, quien las acribilla.[17]

Entonces Noriko cae enferma a causa de su herida y Shuya intenta llegar a la clínica de la isla; mientras viajan en la novela y el manga ve a la Chica #10 Hirono Shimizu, y a la Chica #20, Kaori Minami, que se están disparando la una a la otra. En la novela Shuya interviene y les pide que dejen de pelear. Kaori se distrae permitiendo que Hirono le dispare y salga corriendo herida. En el manga, Hirono muestra interés de ir con Shuya pero Kaori, que había perdido totalmente la razón, le dispara en el hombro y esta se ve obligada a escapar. Kaori, que ha perdido la razón, intenta matar a Nanahara pero es rescatado por Kawada, quien mata a Kaori y le entrega el arma de la muchacha, una SIG-Sauer P230.
Después que ambos curan a Noriko en la clínica, al salir, encuentran al Chico #11 Hiroki Sugimura, al cual convencen que están en el mismo bando. Sugimura, que busca a la Chica #8 Kayoko Kotohiki, dice a Shuya que cuando la encuentre encenderá dos fogatas para que puedan reunirse con él y escapar. Shuya se separa de los demás cuando Kiriyama los ataca en la clínica, hiriéndolo de gravedad. En la novela es encontrado por la Chica #2 Yukie Utsumi, que lo lleva al faro; en el manga y en la película es salvado por Sugimura, que después lo entrega al grupo de Utsumi.
Al despertar descubre que Mimura está muerto y Utsumi le explica que ha reunido algunas compañeras y se han refugiado en el faro, por lo que Shuya les revela que Shogo conoce la forma de escapar y le ofrece que su grupo se una a ellos. Mientras tanto, la Chica #9 Yuko Sakaki, que fue testigo de la pelea entre Nanahara y Oki, envenena la comida de Shuya, convencida de que este va a matarla a ella y a las demás chicas. Accidentalmente, la Chica #16 Yuka Nakagawa es la que se come la comida envenenada y muere, provocando un ataque de paranoia a la Chica ##17 Satomi Noda, que finalmente acaba matando a casi todas sus compañeras excepto a Yuko. Shuya, creyendo que Kiriyama había aparecido, sale de la habitación y encuentra aquel baño de sangre y a Yuko histérica. Shuya intenta calmarla, pero esta corre a lo alto del faro y se arroja al vacío, siendo agarrada por Nanahara en el último segundo. Ella, alegando que ha matado a sus compañeras, se suelta y cae hacia su muerte; en la película se arroja al vacío mientras Shuya encuentra muertas a las demás chicas.
En el manga, encuentra a la Chica #1 Mizuho Inada, que padecía esquizofrenia antes del Programa (su obsesión con Dungeons & Dragons sólo agrava la enfermedad, haciéndola creer que es la hija de los dioses). Mientras huye de ella, Shuya llega a la zona donde había explotado la bomba de Mimura, encontrado el cadáver de este.
Posteriormente se reencuentra con Kawada y Noriko, que ven las dos señales de humo que Sugimura había dicho que haría si encontraba a Kotohiki. Estas señales las hace Kiriyama, que había oído a un agonizante Sugimura decírselo a Kotohiki poco antes de morir. Después, Kotohiki es asesinada por Mitsuko Souma y esta a su vez es asesinada por Kiriyama, lo que permite a este usar las señales para que el trío delate su posición creyendo que están contactando a Hiroki.
En todas las versiones, los sentimientos de Shuya hacia Noriko van creciendo poco a poco, sobre todo desde que comienza a llamarla por su nombre, sin embargo en la película Shuya recuerda la ocasión en su dormitorio del orfanato cuando Yoshitoki le confiesa que estaba enamorado de la joven, a pesar de no mencionar nada, su reacción da a entender que desde esa época el también tenía sentimientos por Noriko. Hacia el final de la novela, tras regresar del faro, Shuya se descubre sintiendo celos al ver como en su ausencia Shogo y Noriko han profundizado su amistad y han desarrollado mayor cercanía.
Kiriyama muere poco después de encontrarse con el trío durante una persecución en automóvil en medio de un intenso tiroteo. En la novela, Shuya le mata; en el manga, lo matan Noriko y Kawada y en la película Kawada le dispara en el cuello, detonando su collar.
Finalmente, tanto en la novela como en el manga, Kawada mata al profesor y huyen los tres; en la película Shuya mata a balazos a Kitano. Poco después, Kawada muere a causa de las heridas producidas por Kiriyama y la historia acaba con Shuya y Noriko convirtiéndose en fugitivos.

### Después del Programa
En la novela, Kawada da a Shuya y a Noriko la dirección de un doctor afiliado a los movimientos clandestinos detractores del gobierno que puede ayudarles a llegar a los Estados Unidos, este los cuida durante algunos meses mientras sus heridas sanan y pasa el lapso más intenso de la búsqueda por parte del gobierno y tras esto organiza para ellos una ruta de escape por mar. Mientras se dirigen al puerto en una estación de tren en Umeda, en la ciudad de Osaka, un policía los reconoce y el libro acaba con ellos huyendo decididos a no dejarse atrapar.
Al final de la primera película Shuya y Noriko vuelven a su ciudad natal a recoger un par de pertenencias (entre las cuales se encuentra la navaja de Yoshitoki Kuninobu) y son vistos por última vez corriendo por la calle.
En el manga Shuya y Noriko también son ayudados por un conocido de Kawada, que los esconde durante tres meses. Después, Nanahara visita su antiguo orfanato, viendo que Ryoko Anno sigue vivía e incluso tiene novio. Más tarde, ayudados por la novia del difunto tío de Mimura, él y Noriko viajan clandestinamente a los Estados Unidos en un carguero, acabando la historia con ambos paseando por las calles de Nueva York la noche de navidad.

### Battle Royale II: Réquiem
Tres años después de los eventos del primer film, Nanahara ha formado el grupo terrorista Wild Seven, compuesto por sobrevivientes y víctimas de los Battle Royale anteriores.
Los estudiantes que habían ido obligados a matarle se unen a él y juntos luchan contra el ejército. Él y Takuma Aoi, protagonista de la secuela, parecen morir en el bombardeo a la base del grupo terrorista, pero después se reúnen en Afganistán con el resto de los supervivientes. Shuya se reencuentra con Noriko y se marchan juntos. Además, entabla una fuerte amistad con Takuma.